# Oreophryne geislerorum
Oreophryne geislerorum é uma espécie de anfíbio da família Microhylidae.
É endémica da Papua-Nova Guiné.
Os seus habitats naturais são: florestas subtropicais ou tropicais húmidas de baixa altitude, regiões subtropicais ou tropicais húmidas de alta altitude, jardins rurais, áreas urbanas e florestas secundárias altamente degradadas.